# Deltana
Deltana est un cultivar de pommier domestique.

## Droits
Deltana est une variété enregistrée par l'Union Européenne :
- numéro de référence: 24343 ;
- date d'application: 01/07/2005 ;
- détenteur : Pépinières et Roseraies Georges Delbard S.A.S.

## Origine
Mieux connue sous l'appellation commerciale Delbard Celeste, c'est une création Delbard 2010 (France).

## Parenté
Issue du croisement (Golden Delicious x Grive Rouge) x Florina.

## Pollinisation
Floraison tardive, jusqu'aux gelées.

Elle n'est pas autofertile.

## Culture
Elle possède une résistance génétique à la tavelure.
Comme la Granny Smith, sa maturité est prévue fin octobre.
Elle se conserve jusque début mars